# Koska
Koska est un village des Palaos situé au sud de la capitale de l'État de Peleliu, Kloulklubed.

## Géographie
Le village est situé au sud de Kloulklubed sur l'île de Peleliu, au nord des monts Kamilianlul, à côté du Roiseaur et de Hill 80.

## Sources